# Campeonato NORCECA de Voleibol Femenino Sub-20 de 2008
La 'VII edición del Campeonato NORCECA de Voleibol Femenino Sub-20 de 2008' se llevó a cabo en México del 20 al 28 de julio. Los equipos nacionales compitieron por tres cupos para el Campeonato Mundial de Voleibol Femenino Sub-20 de 2009 a realizarse en México.

## Grupos
| Grupo A              | Grupo B           |
| -------------------- | ----------------- |
| República Dominicana | Cuba              |
| Canadá               | Puerto Rico       |
| Costa Rica           | México            |
| Estados Unidos       | Trinidad y Tobago |

## Primera Fase
| – | Clasificado para Semifinales      |
| – | Clasificado para cuartos de final |

### Grupo A

#### Clasificación
| Pos | Equipo               | PJ | PG | PP | SF | SC | DS | PTS |
| --- | -------------------- | -- | -- | -- | -- | -- | -- | --- |
| 1   | República Dominicana | 3  | 3  | 0  | 9  | 2  | 7  | 6   |
| 2   | Estados Unidos       | 3  | 2  | 1  | 7  | 4  | 3  | 5   |
| 3   | Canadá               | 3  | 1  | 2  | 5  | 8  | -3 | 4   |
| 4   | Costa Rica           | 3  | 0  | 3  | 2  | 9  | -7 | 3   |

#### Resultados
| Fecha    |                      | Resultado |                      | Set   | Set   | Set   | Set   | Set   | Puntuación Total | Reporte                                                                                              |
| Fecha    | 1                    | Resultado | 2                    | 3     | 4     | 5     |       |       | Puntuación Total | Reporte                                                                                              |
| -------- | -------------------- | --------- | -------------------- | ----- | ----- | ----- | ----- | ----- | ---------------- | --- |
| 22-07-08 | Canadá               | 3 - 2     | Costa Rica           | 25-15 | 21-25 | 22-25 | 25-19 | 15-10 | 108-94           | P2 (enlace roto disponible en Internet Archive; véase el historial, la primera versión y la última). |
| 22-07-08 | República Dominicana | 3 - 1     | Estados Unidos       | 25-23 | 24-26 | 25-20 | 25-17 |       | 99 - 86          | P2 (enlace roto disponible en Internet Archive; véase el historial, la primera versión y la última). |
| 23-07-08 | Estados Unidos       | 3 - 0     | Costa Rica           | 25-12 | 25-14 | 25-11 |       |       | 75 - 37          | P2 (enlace roto disponible en Internet Archive; véase el historial, la primera versión y la última). |
| 23-07-08 | República Dominicana | 3 - 1     | Canadá               | 27-29 | 25-16 | 25-15 | 25-17 |       | 102 - 77         | P2 (enlace roto disponible en Internet Archive; véase el historial, la primera versión y la última). |
| 24-07-08 | Costa Rica           | 0 - 3     | República Dominicana | 09-25 | 20-25 | 14-25 |       |       | 43 - 75          | P2 (enlace roto disponible en Internet Archive; véase el historial, la primera versión y la última). |
| 24-07-08 | Canadá               | 1 - 3     | Estados Unidos       | 22-25 | 13-25 | 25-18 | 21-25 |       | 81 - 93          | P2 (enlace roto disponible en Internet Archive; véase el historial, la primera versión y la última). |

### Grupo B

#### Clasificación
| Pos | Equipo            | PJ | PG | PP | SF | SC | DS | PTS |
| --- | ----------------- | -- | -- | -- | -- | -- | -- | --- |
| 1   | Cuba              | 3  | 3  | 0  | 9  | 3  | 6  | 6   |
| 2   | Puerto Rico       | 3  | 2  | 1  | 8  | 4  | 4  | 5   |
| 3   | México            | 3  | 1  | 2  | 5  | 6  | -1 | 4   |
| 4   | Trinidad y Tobago | 3  | 0  | 3  | 0  | 9  | -9 | 3   |

#### Resultados
| Fecha    |                   | Resultado |             | Set   | Set   | Set   | Set   | Set   | Puntuación Total | Reporte                                                                                              |
| Fecha    | 1                 | Resultado | 2           | 3     | 4     | 5     |       |       | Puntuación Total | Reporte                                                                                              |
| -------- | ----------------- | --------- | ----------- | ----- | ----- | ----- | ----- | ----- | ---------------- | --- |
| 22-07-08 | Trinidad y Tobago | 0 - 3     | Cuba        | 11-25 | 12-25 | 07-25 |       |       | 30-75            | P2 (enlace roto disponible en Internet Archive; véase el historial, la primera versión y la última). |
| 22-07-08 | Puerto Rico       | 3 - 1     | México      | 20-25 | 25-20 | 25-20 | 25-21 |       | 95 - 86          | P2 (enlace roto disponible en Internet Archive; véase el historial, la primera versión y la última). |
| 23-07-08 | Trinidad y Tobago | 0 - 3     | Puerto Rico | 11-25 | 13-25 | 15-25 |       |       | 39 - 75          | P2 (enlace roto disponible en Internet Archive; véase el historial, la primera versión y la última). |
| 23-07-08 | México            | 1 - 3     | Cuba        | 25-15 | 11-25 | 22-25 | 15-25 |       | 73 - 90          | P2 (enlace roto disponible en Internet Archive; véase el historial, la primera versión y la última). |
| 24-07-08 | Puerto Rico       | 2 - 3     | Cuba        | 25-23 | 29-27 | 14-25 | 16-25 | 10-15 | 94 - 115         | P2 (enlace roto disponible en Internet Archive; véase el historial, la primera versión y la última). |
| 24-07-08 | Trinidad y Tobago | 0 - 3     | México      | 14-25 | 11-25 | 13-25 |       |       | 38 - 75          | P2 (enlace roto disponible en Internet Archive; véase el historial, la primera versión y la última). |

## Fase final

### Final 1º y 3º puesto
|  | Cuartos de final       | Cuartos de final |                        |                        | Semifinales            | Semifinales |  |  | Final                  | Final |
|  |                        |                  |                        |                        |                        |             |  |  |                        |       |
|  |                        |                  |                        |                        |                        |             |  |  |                        |       |
|  |                        |                  |                        |                        |                        |             |  |  |                        |       |
|  | República Dominicana   |                  |                        |                        |                        |             |  |  |                        |       |
|  | 26 de julio – Saltillo |                  |                        |                        |                        |             |  |  |                        |       |
|  | Directo a Semifinales  |                  |                        |                        |                        |             |  |  |                        |       |
|  | Cuba                   | 1                |                        |                        |                        |             |  |  |                        |       |
|  | Cuba                   | 1                | 25 de julio – Saltillo |                        |                        |             |  |  |                        |       |
|  |                        | Estados Unidos   | 3                      |                        |                        |             |  |  |                        |       |
|  | Canadá                 | Estados Unidos   | 3                      | 0                      |                        |             |  |  |                        |       |
|  | Canadá                 |                  | 27 de julio – Saltillo | 0                      |                        |             |  |  |                        |       |
|  | Puerto Rico            | 3                |                        |                        |                        |             |  |  |                        |       |
|  | Puerto Rico            | 3                | Rep. Dominicana        | 0                      |                        |             |  |  |                        |       |
|  |                        |                  | Rep. Dominicana        | 0                      |                        |             |  |  |                        |       |
|  |                        | Estados Unidos   | 3                      |                        |                        |             |  |  |                        |       |
|  | Cuba                   | Estados Unidos   | 3                      |                        |                        |             |  |  |                        |       |
|  | 26 de julio – Saltillo |                  |                        |                        |                        |             |  |  |                        |       |
|  | Directo a Semifinales  |                  |                        |                        |                        |             |  |  |                        |       |
|  | República Dominicana   | 3                | Tercer y cuarto puesto | Tercer y cuarto puesto |                        |             |  |  |                        |       |
|  | República Dominicana   | 3                | Tercer y cuarto puesto | Tercer y cuarto puesto | 25 de julio – Saltillo |             |  |  |                        |       |
|  |                        | Puerto Rico      | 1                      |                        |                        |             |  |  |                        |       |
|  | México                 | Puerto Rico      | 1                      | 0                      | Cuba                   | 3           |  |  |                        |       |
|  | México                 |                  |                        | 0                      | Cuba                   | 3           |  |  |                        |       |
|  | Estados Unidos         | 3                |                        | Puerto Rico            | 2                      |             |  |  |                        |       |
|  | Estados Unidos         | 3                |                        |                        | 2                      |             |  |  |                        |       |
|  |                        |                  |                        |                        |                        |             |  |  | 27 de julio – Saltillo |       |
|  |                        |                  |                        |                        |                        |             |  |  |                        |       |

#### Resultados
| Fecha    | Encuentro                             | Resultado | Set   | Set   | Set   | Set   | Set | Puntuación total |
| Fecha    | Encuentro                             | Resultado | 1     | 2     | 3     | 4     | 5   | Puntuación total |
| -------- | ------------------------------------- | --------- | ----- | ----- | ----- | ----- | --- | ---------------- |
| 25-07-08 | Puerto Rico - Canadá                  | 3-0       | 25-22 | 25-19 | 25-07 |       |     | 75-48            |
| 25-07-08 | México - Estados Unidos               | 0-3       | 18-25 | 17-25 | 21-25 |       |     | 56-75            |
| 26-07-08 | Cuba - Estados Unidos                 | 1-3       | 25-23 | 17-25 | 21-25 | 19-25 |     | 82-98            |
| 26-07-08 | República Dominicana - Puerto Rico    | 3-1       | 25-15 | 25-18 | 15-25 | 25-16 |     | 90-74            |
| 27-07-08 | Cuba - México                         | 3-0       | 25-20 | 25-19 | 25-21 |       |     | 75-60            |
| 27-07-08 | República Dominicana - Estados Unidos | 0-3       | 21-25 | 20-25 | 18-25 |       |     | 59-75            |

## Clasificación final
| Pos | Equipo               |
| --- | -------------------- |
| 1   | Estados Unidos       |
| 2   | República Dominicana |
| 3   | Cuba                 |
| 4   | Puerto Rico          |
| 5   | Canadá               |
| 6   | México               |
| 7   | Costa Rica           |
| 8   | Trinidad y Tobago    |

## Distinciones individuales
| Distinción      | Nombre            | Equipo               |
| --------------- | ----------------- | -------------------- |
| MVP             | Brenda Castillo   | República Dominicana |
| Mejor Anotadora | Stephanie Enright | Puerto Rico          |
| Mejor Ataque    | Eve Mejía         | República Dominicana |
| Mejor Bloqueo   | Rebeca Pavan      | Canadá               |
| Mejor Servicio  | Michelle Bartsch  | Estados Unidos       |
| Mejor Armadora  | Niverka Marte     | República Dominicana |
| Mejor Recepción | Brenda Castillo   | República Dominicana |
| Mejor Defensa   | Brenda Castillo   | República Dominicana |
| Mejor Líbero    | Brenda Castillo   | República Dominicana |

| Predecesor: México 2006 | Campeonato NORCECA de Voleibol Femenino Sub-20 México 2008 | Sucesor: México 2010 |